# Biuro „W”
Biuro „W” MSW – jednostka organizacyjna resortu spraw wewnętrznych Polskiej Rzeczypospolitej Ludowej zajmująca się tajną perlustracją korespondencji (przeglądanie przesyłek krajowych i zagranicznych, w tym listów, paczek, telegramów, przekazów pocztowych, wykonywanie ekspertyz pism, wykrywanie tajnopisów). Jako samodzielny pion pod tą nazwą biuro funkcjonowało w latach 1956–1989 (w różnej formie służby kontrolujące przesyłki pocztowe istniały przez cały okres działalności organów bezpieczeństwa PRL).

## Pion perlustracji korespondencji RBP, MBP i KdsBP
Pierwsza jednostka ds. perlustracji korespondencji została zorganizowana już przy Resorcie Bezpieczeństwa Publicznego, od 1 września 1944 r. był to Wydział Cenzury RBP. Komórka zachowała tę nazwę także po utworzeniu Ministerstwa Bezpieczeństwa Publicznego, odpowiednie struktury powołano ponadto w Wojewódzkich Urzędach Bezpieczeństwa Publicznego. Początkowo pion współpracował też z resortem obrony narodowej w organizowaniu cenzury wojskowej.
W tym samym czasie przy MBP rozpoczynały również działalność główne organy cenzury w Polsce Ludowej. 19 stycznia 1945 r. utworzone zostało Centralne Biuro Kontroli Prasy MBP. 15 listopada 1945 r. jednostka ta została wydzielona ze struktur ministerstwa, a na jej bazie powstał Główny Urząd Kontroli Prasy, Publikacji i Widowisk (formalnie na mocy dekretu z 5 lipca 1946 r.).
15 stycznia 1946 r. Wydział Cenzury MBP przekształcono w Główny Urząd Cenzury MBP, a jego terenowymi ekspozyturami stały się nowo utworzone wydziały VIII WUBP. Niespełna rok później na mocy rozkazów nr 109a i 113 ministra z 2 grudnia 1946 r. w miejsce pionu powołano Biuro „B” MBP oraz wydziały „B” WUBP. Ta zmiana również okazała się nietrwała, gdyż rozkazem nr 082 ministra z 2 grudnia 1947 r. jednostki te zostały zlikwidowane. Ich zadania przejął na kolejne lata Wydział VII Departamentu II MBP, a w terenie wydziały II WUBP.
Po rozwiązaniu Ministerstwa Bezpieczeństwa Publicznego pod koniec 1954 r. i powołaniu Komitetu do Spraw Bezpieczeństwa Publicznego większość spraw Departamentu II MBP przekazano do zakresu działania Departamentu IX KdsBP. Przy tej komórce na mocy rozkazu organizacyjnego nr 067 przewodniczącego komitetu z 21 kwietnia 1955 r. zadania związane z perlustracją korespondencji objęło nowo utworzone Biuro „W”. Kolejnym rozkazem organizacyjnym (nr 0159 z 7 grudnia 1955 r.) wyodrębniono je z dniem 1 stycznia 1956 r. jako samodzielną jednostkę organizacyjną, zaś w terenie rozpoczęto organizowanie wydziałów „W” WUdsBP.

## Pion perlustracji korespondencji MSW
Zniesienie komitetu i wcielenie jego struktur jako Służby Bezpieczeństwa do Ministerstwa Spraw Wewnętrznych oznaczało zmianę podległości komórki. Na podstawie zarządzenia nr 00238 ministra z 29 listopada 1956 r. w składzie resortu znalazło się Biuro „W” MSW, które pod tą nazwą prowadziło działalność aż do 1989 r.
Terenowymi jednostkami biura stały się wydziały „W” lub samodzielne sekcje „W” utworzone w styczniu 1957 r. przy Komendach Wojewódzkich Milicji Obywatelskiej (do 1961 r. wszystkie sekcje ponownie rozbudowano do etatów wydziałów). Po reformie administracyjnej z 1975 r. zorganizowano kolejne wydziały „W” KW MO z wyjątkiem siedmiu komend wojewódzkich (w Białej Podlaskiej, Chełmie, Ciechanowie, Nowym Sączu, Ostrołęce, Skierniewicach i Zamościu). W połowie 1982 r. w części KW MO (rok później przemianowanych na Wojewódzkie Urzędy Spraw Wewnętrznych) utworzono wydziały zabezpieczenia operacyjnego składające się z sekcji „B”, „C”, „T” i „W” utworzonych w miejsce dotychczasowych wydziałów. Reorganizacja objęła 23 mniejsze komendy wojewódzkie (w Białej Podlaskiej, Chełmie, Ciechanowie, Gorzowie Wielkopolskim, Jeleniej Górze, Koninie, Krośnie, Lesznie, Łomży, Nowym Sączu, Ostrołęce, Pile, Piotrkowie Trybunalskim, Siedlcach, Sieradzu, Skierniewicach, Słupsku, Suwałkach, Tarnobrzegu, Tarnowie, Wałbrzychu, Włocławku i Zamościu), tak jak poprzednio w siedmiu z nich pion „W” nie został zorganizowany.
Od listopada 1981 r. nadzór nad biurem sprawował szef Służby Zabezpieczenia Operacyjnego. W okresie stanu wojennego cały pion „W” oraz wydzielone siły i środki pionu „T” weszły w skład jawnie działających organów cenzury. Przygotowania w celu zorganizowania tych struktur trwały od początku 1981 r., w rezultacie na mocy zarządzenia ministra z 12 grudnia 1981 r. utworzony został Główny Urząd Cenzury MSW oraz wojewódzkie urzędy cenzury we wszystkich KW MO (również w tych nie posiadających wcześniej wydziałów „W”). Do zakresu działania nowej jednostki należało selektywne cenzurowanie, zatrzymywanie i konfiskowanie (w części lub w całości) krajowych i zagranicznych przesyłek pocztowych i korespondencji telekomunikacyjnej oraz kontrola i przerywanie rozmów telefonicznych, połączeń teleksowych i telegraficznych w przypadkach, gdy uznano, że ich treść zagraża bezpieczeństwu i obronności państwa. Zadania te realizowane były do 31 grudnia 1982 r. we współpracy z resortem łączności, a w szczególności z przedsiębiorstwem państwowym „Poczta Polska, Telegraf i Telefon”.
Po zniesieniu stanu wojennego struktura biura (na użytek zewnętrzny występującego jako Jednostka Wojskowa nr 1944) przedstawiała się następująco:
- Wydział I (perlustracja korespondencji zagranicznej)
- Wydział II (otwieranie listów, rozwój sprzętu technicznego)
- Wydział III (analityczne opracowywanie dokumentów)
- Wydział IV (fizykochemiczne opracowywanie dokumentów)
- Wydział V (współpraca z resortem łączności i służbą celną, sprawy szkoleniowe)

Rozwiązanie Biura „W” MSW nastąpiło po rozpoczęciu zmian ustrojowych, które wymusiły na kierownictwie ministerstwa dokonanie daleko idącej reorganizacji resortu. Jednostkę zlikwidowano z dniem 16 czerwca 1989 r. na podstawie zarządzenia organizacyjnego nr 0115 ministra z 30 maja 1989 r., w rzeczywistości jednak jej kadry zostały w całości włączone do Departamentu II MSW (jako Wydziały XIV, XV i XVI oraz Grupa nr 6 etatów niejawnych). W terenie komórki pionu „W” przekształcono w zespoły do spraw obrotu w komunikacji przy wydziałach II WUSW (ich kierownictwo sprawowali zastępcy naczelników wydziałów). W tym kształcie służby ds. kontroli korespondencji utrzymały się aż do rozwiązania struktur kontrwywiadu 31 lipca 1990 r.

## Kierownictwo
Kierownicy Wydziału Cenzury RBP / MBP:
- mjr Michał Rossner (1 września 1944 r. – 6 grudnia 1944 r.)[2]
- kpt./mjr Hanna Wierbłowska (19 września 1944 r. – 14 stycznia 1946 r.)

Kierownik Głównego Urzędu Cenzury MBP / dyrektor Biura „B” MBP:
- kpt./mjr/ppłk Michał Taboryski (15 stycznia 1946 r. – 14 grudnia 1947 r.)

Dyrektorzy Biura „W” KdsBP / MSW:
- płk Henryk Palka (1 września 1956 r. – 31 lipca 1970 r.)
- płk Zdzisław Poniatowski (1 sierpnia 1970 r. – 9 września 1971 r.)
- płk Władysław Płosnarek (10 września 1971 r. – 15 marca 1979 r.)
- płk Ryszard Wójcicki (15 marca 1979 r. – 16 czerwca 1989 r.)